# 高崎卓馬
高崎 卓馬（たかさき たくま、1969年10月1日 - ）は、日本のクリエイティブディレクター・小説家。（株）電通グループ　グロースオフィサー　血液型はB型。

## 人物
福岡県生まれ。福岡県立修猷館高等学校卒業。 早稲田大学法学部在学中は自主映画サークルや演劇サークルで脚本と演出を担当。1993年に電通入社（同期には田中泰延・本間絹子・窪本心介・さかはらあつしらがいる）。
クリエイティブ局にコピーライターとして配属される。ACジャパン「黒い絵」でADFESTグランプリ、カンヌ国際広告賞銀賞など受賞。数多くの企業キャンペーンを手がける。2010年度「JAAA クリエイター・オブ・ザ・イヤー」に選ばれる。2011年、JR東日本「MY FIRST AOMORI」でTCCグランプリ、2013年ロバート・デ・ニーロと松田龍平が共演した「ドコモdビデオ」でTCCグランプリを受賞。2012年に祖母をモデルにした連作小説『はるかかけら』で小説家としてデビュー。サントリーオランジーナ「ムッシュはつらいよ」、JR東日本「行くぜ、東北。」など手がけ、東京オリンピック・パラリンピック招致プレゼンテーションにクリエイティブ・ディレクターとして参加。 2013年、2度目の「JAAA クリエイター・オブ・ザ・イヤー」を受賞。2019年、小泉今日子の親衛隊の少年たちの1980年代を描いた青春小説「オートリバース」を発表。2020年にはHiHi Jets作間龍斗と猪狩蒼也主演『青春ラジオ小説 オートリバース』が民放ラジオ局99局にてラジオドラマが放送された。2021年、ACジャパンのCM「黒い絵」が絵本「まっくろ」として刊行。同年、J-WAVEでMCを担当する深夜プログラム「BITS&BOBS TOKYO」がスタート。毎回ゲスト形式でラジオドラマを放送。2023年、ドイツの巨匠ヴィム・ヴェンダースと制作した映画『PERFECT DAYS』は第76回カンヌ国際映画祭にコンペティション部門に選出され、主演の役所広司が最優秀男優賞を受賞。第96回米国アカデミー国際長編部門に日本代表として選ばれる。2023年12月、松田翔太企画の新感覚ニュースショー「The Truth」では総合演出と脚本を務める。

## 略歴
- 1969年　福岡県に生まれる
- 1993年　早稲田大学卒業。株式会社電通入社
- 2009年　映画『ホノカアボーイ』の脚本、プロデュース
- 2010年　「クリエイター・オブ・ザ・イヤー」に選ばれる
- 2011年　JR東日本「MY FIRST AOMORI」でTCCグランプリ受賞
- 2012年　『はるかかけら』で小説家としてデビュー
- 2013年　「ドコモdビデオ」でTCCグランプリ受賞
- 2013年　２度目の「クリエイター・オブ・ザ・イヤー」に選ばれる
- 2015年　TOKYO２０２０企画財務局クリエイティブ・ディレクター
- 2019年　『青春小説オートリバース』刊行
- 2019年　『面白くならない企画はひとつもない』刊行
- 2021年　『絵本まっくろ』刊行
- 2021年　『JWAVE BITS＆BOBS TOKYO』MC担当
- 2023年　映画『PERFECT DAYS』（日本公開：12月22日）
- 2023年　テレビ東京『The TRUTH』放送

### エンブレムデザインの酷似問題
東日本大震災後に、宮城県にオリンピックを招致する活動を経て、東京オリンピック・パラリンピック競技大会組織委員会の企画財務局のクリエイティブ・ディレクターに就任。東京オリンピック公式エンブレムの審査員を務め、佐野研二郎の作品を選出。しかしオリンピックのエンブレムは盗用疑惑のため白紙撤回され、同年10月2日、電通から大会組織委員会への出向が解除された。

## 主な作品

### 映画
- 『ホノカアボーイ』（脚本、2009年）
- 『PERFECT DAYS』（脚本・プロデュース、2023年）

### 演劇
- 『Black＆White』（脚本）
- 『冒険絵本 PINOCCHIO -ピノキオ -』（脚本）

### ドラマ
- 『深津絵里のblack comedy ブラコメ』（GyaO）
- 『蒼井優×4つの嘘 カムフラージュ』（脚本、WOWOW、2008年）
- 『上野樹里と5つの鞄』「旅のあいだ」（脚本、WOWOW、2009年）
- 『戦う女』（企画・脚本、フジテレビNEXT、2014年）
- 『THE TRUTH 』（総合演出・脚本、テレビ東京　2021年）

### 作詞
- 小泉今日子『虹が消えるまで』（後に作曲・編曲を手掛けた斉藤和義がセルフカバー）
- アセロラ体操のうた（ハンバート・ハンバート）
- GO! (a flood of circle)
- チャラン・ポ・ランタン『戦う女』
- まさかね　（クラムボン）
- ドラゴンフライ　（HiHi Jets）
- STEP BY STEP ~あしたの匂い　（HiHi Jets）

### CM
- エイベックス通信放送 dビデオ「映画は、本当のことを言う嘘だ。」（2012年）
- 全日本空輸「ココロノツバサ」（2012年）
- サントリーホールディングス
  - オランジーナ「ムッシュはつらいよ」（2011年）
  - 白い金麦（2011年）
  - ニチレイアセロラドリンク「アセロラ体操」（2010年）
  - オールフリー「これでいいのだ」（2010年）
  - 「風と母と私」（2015年）
  - 山崎 (ウイスキー) 小栗旬 水原希子（2012年）
- TOKYO2020「オリンピック・パラリンピック東京大会招致プレゼンテーション」
- TOYOTA
  - 「 TOYOTA NEXT ONE」（2014年）
  - 「 THE WORLD IS ONE」（2015年）
  - 「　イチローが嫌いだ　」（2016年）
- 東日本旅客鉄道
  - 「行くぜ、東北。」（2011年）
  - 「MY FIRST AOMORI」（2009年）
  - 「ウフフ北陸新幹線」（2015年）
- インテル
  - 「パソコンは人を自由にする」シリーズ（2010年）
  - 「セントリーノダンス」（2008年）
  - 「もしもインテルが入っていたら」シリーズ（2004年）
- 明治製菓
  - ミルクチョコレート「女の子はいろいろ考える」シリーズ（2007年）
  - コパン（2003年）シリーズ
  - 福山雅治シリーズ（2007年・2012年）
  - 「松田翔太いいキスをしよう」（2015年）
  - キシリッシュショー（沢尻えりか、劇団ひとり、おぎやはぎ、小出恵介）
- 三井不動産レジデンシャル
  - 「タイムスリップ！堀部安兵衛」（2014年）
- 三井不動産
  - 「いい街には物語がある」（2014年）
- 朝日新聞 朝日新聞デジタル ガッツ石松、松坂桃李、麻生祐未、刈谷友衣子（2012年）
- BEAMS「恋をしましょう」（2010年）
- テレビ朝日「熱海の捜査官」（2010年）
- 日本中央競馬会「CLUB KEIBA 2011」（2010年）
- 集英社ナツイチ（2006年）
- ジェイアール東日本企画suica（2006年）
- 日本ヘラルド映画K-19「あなたも、ハリソンフォードしたくなる。」（2002年）
- KDDI auパシャパ2「誰？」（2001年）
- ACジャパン「黒い絵」（2001年）
- 小学館 テレパル「情報が、テレビを面白くする。」（2001年）
- isao.net「声が出ちゃうインターネット」（2000年）

他多数

## 主な受賞
- 2002年度特別賞 2006年度メダリスト
- 2010年度クリエイター・オブ・ザ・イヤー
- 2011年・2013年度TCCグランプリ
- 2002年アドフェストグランプリ
- 2013年ADC賞
- 2013年度クリエイター・オブ・ザ・イヤー
- カンヌライオンズ・金賞・銀賞・銅賞など

他多数

## 著書

### 小説
- 『はるかかけら』（中央公論新社、2012年）ISBN 978-4120043819
- 『オートリバース』（中央公論新社、2019年）ISBN 978-4120052279
- 『グレープフルーツムーン』（中央公論社、2020年）

### ビジネス・実用書
- 『表現の技術 グッとくる映像にはルールがある』（電通、2012年 ／ 中公文庫、2018年） ISBN 978-4122066526
- 『面白くならない企画はひとつもない 高崎卓馬のクリエイティブ・クリニック 』（宣伝会議、2019年） ISBN 978-4883354573

### 絵本
- 『まっくろ』（講談社、2020年、絵：黒井健との共著[6]）ISBN 978-4065247341

### エッセイ
- 『ものづくりの楽しさ発見！ 上野樹里とナニカをツクル旅』（マガジンハウス、2012年、上野樹里との共著[注 1]）ISBN 978-4838724215